# Laurea ad honorem (singolo)
Laurea ad honorem è un singolo del rapper italiano Marracash, pubblicato il 4 marzo 2022 come secondo estratto dal sesto album in studio Noi, loro, gli altri.
Il brano ha visto la partecipazione vocale del cantautore Calcutta, che ha scritto il testo insieme al rapper.

## Classifiche
| Classifica (2021) | Posizione massima |
| ----------------- | ----------------- |
| Italia            | 8                 |